# Alfred Chapon
Louis-Étienne-Alfred Chapon est un architecte français du XIXe siècle, né à Paris le 22 décembre 1834, ville où il est mort le 24 avril 1893.

## Biographie

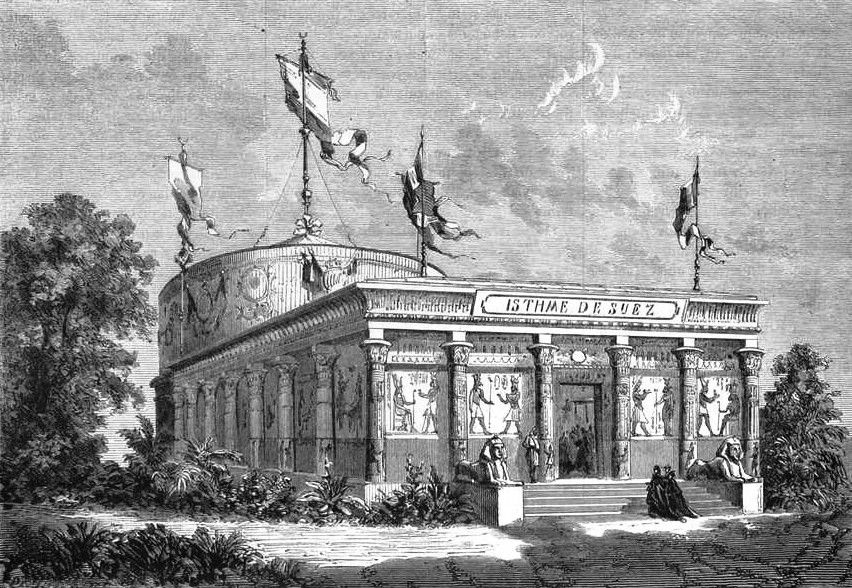
Le pavillon égyptianisant de Suez abritait un diorama du chantier du canal.

Alfred Chapon est admis en 1859 à l’École des Beaux-arts, où il étudie l'architecture sous la direction de Charles-Auguste Questel. Son autre maître est Léon Ohnet.
Peu de temps après sa sortie de l’École, il s'établit au no 20 de la rue Dauphine avant de passer au service des frères de Lesseps : il devient l'architecte de la compagnie du canal de Suez, dont il aménage les locaux dans deux hôtels du square Clary (no 9-11), qu'il réunit et transforme (travaux entrepris après 1864, date d'acquisition des deux hôtels, et achevés avant septembre 1867).
En 1865, Jules de Lesseps ayant été nommé commissaire général de la Tunisie (ainsi que du Maroc, de la Chine et du Japon) pour l'exposition universelle de 1867 sur le Champ-de-Mars, il choisit Chapon pour commissaire adjoint. L'architecte, également responsable des sections siamoise et sud-américaines ainsi que de l'exposition particulière du canal de Suez, est amené à concevoir plusieurs pavillons dans différents styles historicistes et exotiques. C'est à ce titre qu'il réalise son chef-d’œuvre, un grand pavillon de style néo-mauresque évoquant le palais du Bardo (remonté dans le parc Montsouris en 1869 et détruit par un incendie en 1991). Ces travaux, dont il expose les plans au Salon de 1868, sont très admirés et salués par la presse. Ils lui valent d'être nommé chevalier de la Légion d'honneur le 31 octobre 1868. Il obtient également de nombreuses distinctions étrangères : grand-croix de l'ordre du Nichan Iftikhar (Tunisie), grand-croix de la Rose (Brésil), commandeur de l'ordre du Christ (Portugal), officier de l'ordre d'Isabelle la Catholique (Espagne), officier de l'ordre des Saints-Maurice-et-Lazare (Savoie, Italie).
Outre ses travaux pour la compagnie de Suez, il réalise plusieurs autres constructions particulières, notamment des constructions ou des restaurations de châteaux en Seine-et-Oise, Haute-Vienne, et à l'étranger (Espagne, Japon).
Il meurt subitement le 24 avril 1893 dans son domicile de la rue Auber (no 13). Le 26 avril, après une cérémonie à la Madeleine, il est inhumé au cimetière du Père-Lachaise (95e division),.
Alfred Chapon est l'oncle maternel de l'acteur Georges Mauloy.

## Distinctions
- Chevalier de la Légion d'honneur (1868)
- Grand-croix de l'ordre du Nichan Iftikhar